# 上林温泉
上林温泉（かんばやしおんせん）は、長野県下高井郡山ノ内町大字平穏字上林にある温泉。

## 泉質
- ナトリウム・カルシウム・塩化物泉、硫酸塩泉、など
  - 源泉温度68℃など

## 温泉街
温泉街から徒歩30分には、ニホンザルが入浴する温泉で有名な地獄谷温泉・地獄谷野猿公苑がある。温泉街のすぐ隣には長野オリンピックでスノーボードハーフパイプの会場となったかんばやしスキー&スノーボードパークがあった。
温泉街の最奥には上林不動尊があり、行者が燃え盛る炎を渉る千駄焼きを見ることもできる。温泉街の下には天川神社があり御柱を見ることも出来る。
昭和初期に作られた長野電鉄系の上林ホテル仙壽閣は、和洋折衷館に温水プールをそなえている。当地は静かな山林の中にあり繁華街は無いため、静かな温泉地として有名で、美術館をはじめ民俗資料館がある文化の里である。

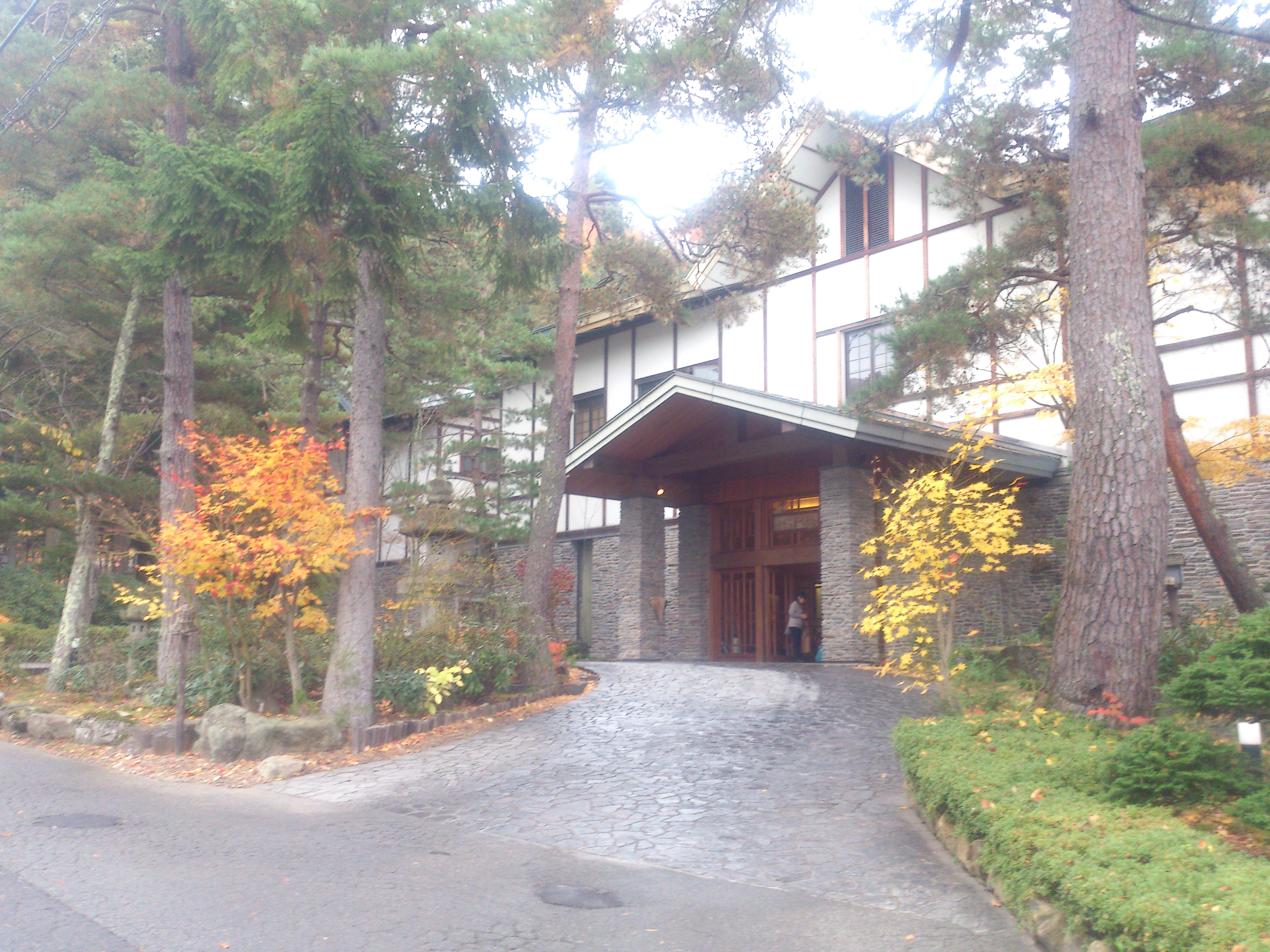
上林ホテル仙壽閣
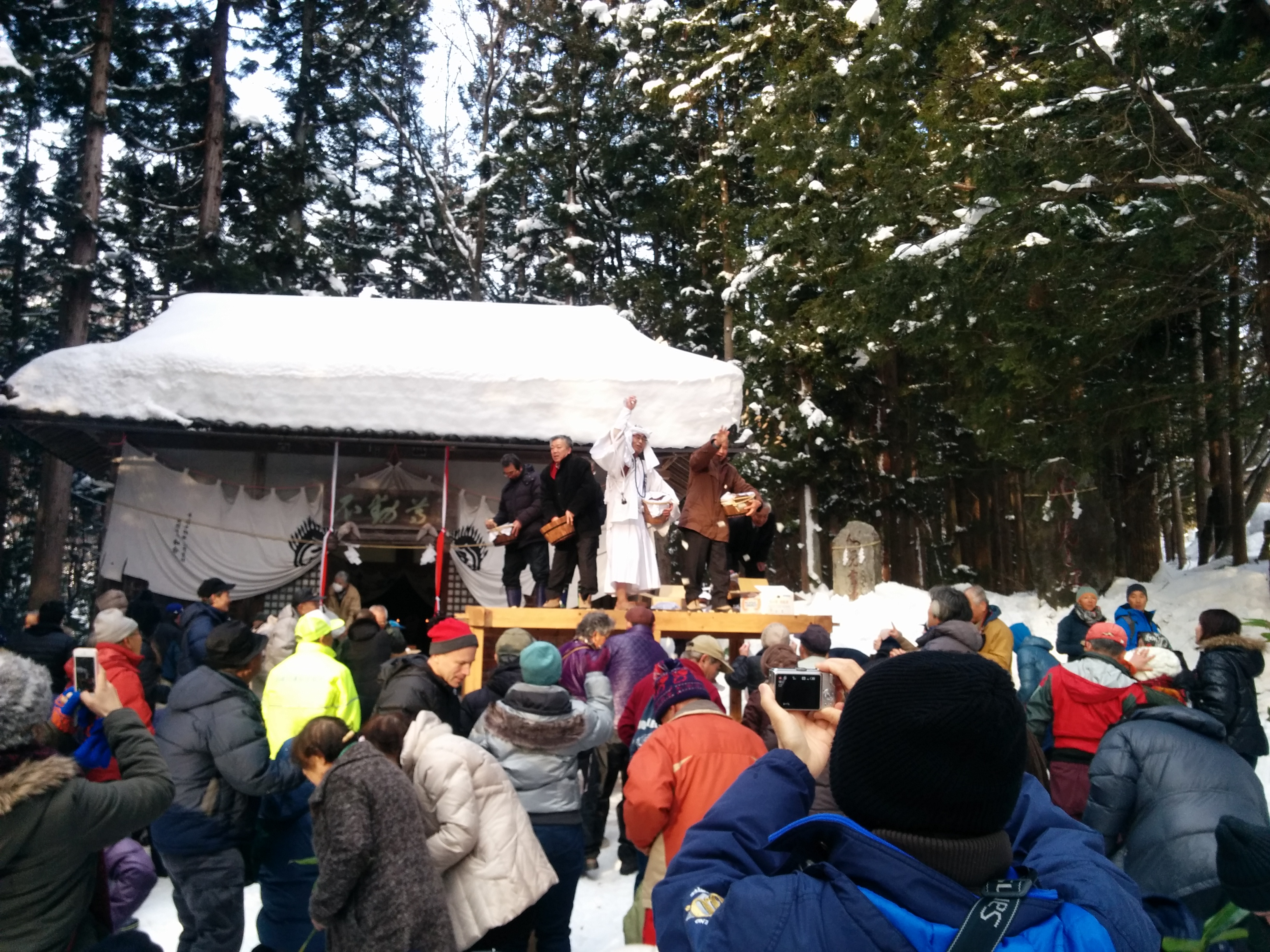
上林不動尊

## 歴史
- 1901年、更科（現在の中野市）の資産家、小林家の嫡男である小林民作が下高井郡平穏村上林に移住し、家督を弟に譲る。
- 1902年、別荘温泉保養地開拓を実施。上林温泉が始る。
- 1913年、上林温泉を訪れていたドイツ人キンメルン夫妻が近所の畑、斜面（上林、十二沢）でスキーをした（山ノ内町・志賀高原スキー発祥の地）。
- 1928年、神津藤平（長野電鉄創業者、羽田孜の祖父）が当地に温泉ホテルを開設、現在も長電バス上林線の終着停車場と為る所以である。
- 1929年2月6日、サンモリッツオリンピックノルウェーチーム監督のオラフ・ヘルセット中尉一行が、上林から旭山に登り「東洋のサンモリッツ」と絶賛。交流を深めた神津藤平が翌年から（後の）志賀高原開発を行うことになる。
- 1930年、神津藤平、上林を沓野山開発の前線基地として利用、神津藤平の出身地から近隣の山々を「志賀高原」の名称をつけ売り出す。
  - 小林は著名人相手の温泉保養地を目指し次々に墨客名士を招いた。神津藤平の保養地開発により、山村である当地の交通網が整備され、大いに宣伝される。
  - 昭和天皇（当時皇太子）、清朝最後の皇帝溥儀、高松宮をはじめ多くの文人墨客、軍人、政治家が訪れることとなる。

## 交通アクセス
- 鉄道：JR東日本長野駅より長電バス（急行 志賀高原線）で約40分。
- 鉄道：長野電鉄長野線湯田中駅下車、長電バス（志賀高原方面行き各線／上林温泉行き）で約15分。
- 道路：上信越自動車道信州中野ICより国道292号を経由、沓野・渋ICすぐ。
- 徒歩：渋温泉より15分、沓野温泉より10分、角間温泉より10分、湯田中温泉より30分。